# Ковёр-самолёт (повесть)
«Ковёр-самолёт» — повесть-сказка Владислава Крапивина. Написана в  1975 году и напечатана в 1976 году в журнале «Пионер» с иллюстрациями Е. Медведева. В 1977 году повесть вошла в сборник «Летящие сказки» (вместе с повестью «Лётчик для Особых Поручений») издательства «Детская литература», это издание иллюстрировала Е. Стерлигова. Впоследствии неоднократно переиздавалась. Повесть написана от первого лица, Олега Лапникова, который вспоминает события своего детства в провинциальном городке. Во время летних каникул двое друзей находят в чулане старый выцветший ковёр, который неожиданно оказывается волшебным ковром-самолётом. Ребята летают на ковре, днём и ночью, что сопровождается различными приключениями. Чудесный артефакт естественным образом вписывается в прозаическую реальность провинциальной жизни и в конце концов помогает героям справиться с двумя взрослыми преступниками. Образ ковра-самолёта совмещает в себе фольклорные традиции и авторскую фантазию. Исследователи отмечали, что созданный силой воображения ковёр-самолет воплощает детскую жизнь с её мечтами, дружбой и романтикой, отражает значимую для писателя «сказку детства», которая противостоит циничной и лицемерной, антисказочной реальности взрослой жизни 1970-х годов. Повесть автобиографична, в ней присутствуют детали послевоенного быта и заметен ностальгический взгляд автора на своё детство.

## Создание и публикации
Повесть была написана в 1975 году, автор принёс рукопись в журнал «Пионер» в январе 1976 года. Повесть была напечатана во втором полугодии (№7—10) с иллюстрациями Е. Медведева. В 1977 году повесть вошла в сборник «Летящие сказки» (вместе с повестью «Лётчик для Особых Поручений») издательства «Детская литература», с иллюстрациями Е. Стерлиговой. Впоследствии неоднократно переиздавалась и вышла в издательстве «Радуга» на немецком языке.
Повесть посвящена сыну писателя Павлу.

## Сюжет
Повесть написана от первого лица, Олега Лапникова, который рассказывает о своих детских приключениях во время летних каникул. Он вспоминает северный провинциальный городок на берегу большой реки, белую колокольню с остановившимися часами, дружбу с Виталькой Городецким. Отец Олега умер от болезни, вызванной ранениями на войне, мальчик живет с мамой Валентиной Сергеевной, отчимом Всеволодом Сергеевичем и его маленькой дочерью Леной; и дядя Сева, и Ленка Олегу не нравятся. Последней каплей становится то, что Ленка нечаянно разбивает его фарфорового котёнка, после чего Олег, не говоря родителям, уходит из дома, собираясь жить в лесной землянке. На улице он встречает Витальку и ночует у него. Тётя Валя, двоюродная бабушка Витальки, говорит маме Олега, что у детей особая игра. 
Ребята начинают дружить, Олег часто бывает дома у Витальки. Строгая тётя Валя называет их «совершенно невозможными людьми», но никогда не прогоняет гостя. В мезонине друзья играют в картонных солдатиков и разглядывают луну в дореволюционный телескоп. Тётя Валя сообщает о старом ковре из чулана; почистив «коричнево-серый» ковёр с выцветшими краями и стёртым ворсом, мальчишки валяются на нём. Олег воображает, как можно было бы взлететь «к одинокому облаку, насквозь просвеченному июльским солнцем». Неожиданно ковёр поднимается в воздух, подчиняясь их желаниям и командам. Сначала происходящее кажется сном, а полёт не слишком получается — ковёр быстро садится, — но затем ребятам удаётся взлетать со «стартовой площадки» на крыше. При первом ночном полёте ковер прогибается и напоминает шелковистый гамак; его край твердеет, защищая от падения. С помощью волшебного ковра друзья возвращают знакомой девочке, Ветке, отобранный у неё соседом велосипед, перелетев через забор. Они делятся с Веткой своей тайной и летают втроём; с ковра видны весь город и река. Ветка, мечтающая стать балериной, танцует на ковре. Друзья летают каждую ночь, поднимаясь высоко и иногда встречая в небе рассвет, а затем решают путешествовать днем, чтобы лучше видеть, хотя это и сложнее. Им делает замечание милиционер, впечатлённый изобретением антигравитации. Друзья пришивают к ковру хвост из мешковины, и он становится похож на воздушного змея. К «Летучим Бродягам» присоединяется Саша Ветряков, хотя у него не получается управлять ковром. Во время дождя ковёр плюхается на землю и на время теряет свои свойства.
Олег и Виталька совершают дальний полёт над безлюдным громадным лесом и находят недалеко от озера таинственный заброшенный дом. Пережидая грозу, друзья ночуют в доме, а с утра знакомятся с доброй рыжей собакой, которая живет одна и сама заводит часы. По возвращении их ругает тётя Валя за длительное отсутствие, но смягчается, когда слышит про ковёр-самолет. Друзья отправляются на поиски клада под колокольней, где исследуют зубчатые колёса механизма давно остановившихся башенных часов. Им удаётся завести часы, отпилив маятник ножовкой. При посещении цирка друзей «допрашивают» двое стиляг, Эдуард и Фёдор, которые сначала представляются милиционерами, а потом музейными работниками — им нужен ключ от колокольни. Друзья решают взять ключ от часов из лесного дома и, прилетев туда, обнаруживают, что часы остановились, а собака умерла. Ключ подходит к замку; ребята догадываются, что «музейные работники» — преступники. Ветка выполняет роль часового, когда в колокольню проникают Эдуард и Фёдор, которые оказываются жуликами. Друзья забираются на верхний ярус и бросают ключ Ветке, девочка запирает колокольню снаружи. Бандиты, угрожая ножом, пытаются добраться до мальчишек и их почти настигают. Друзей спасает Саша, прилетевший на ковре.
Постепенно о ковре узнают родители Олега и другие ребята. С наступлением учебного года полётами на ковре начинает интересоваться руководство школы в лице завуча Веры Северьяновны, которая приглашает учёного-физика, чтобы разобраться с ситуацией. Физик констатирует, что такие явления наука объяснить не может, и загадкой они не являются, так как дети часто летают, им помогает «сила воображения». После разговора с завучем мама всё же разрешает сыну летать. Вырастая, герои продолжают летать, но реже, поскольку их уже интересуют другие дела. Так, Виталька в восьмом классе стал часто влюбляться и парить в облаках без ковра-самолёта . Повесть заканчивается тем, что главный герой, став взрослым, приезжает в родной город, чтобы написать эту историю, и наблюдает, как ребята борются на старом ковре, который им отдала «одна тётенька». Олег объясняет проигравшему мальчику, как управлять ковром, и тот, поверив в чудо, на нём взлетает.

## Анализ и оценки
Критик И. Клейнер в рецензии характеризовал повесть как современную сказку с «простым и сжатым», но динамичным языком и стремительным сюжетом; сказка «по-хозяйски» вторгается в повседневную ребячью жизнь. По мнению критика, форма сказки скорее условна, она позволяет реализовать детские мечты о подвигах, о созидании добра, и изменить героя: если ранее Олег «был вспыльчив, надломлен горем… груб», вёл себя невнимательно по отношению к взрослым в семье, то благодаря сказочным подвигам мальчик «стал мягче и требовательнее к себе», приобрёл качества «доброты и чуткости». Как полагал критик, у таких взрослых персонажей повести, как тётя Валя и физик, когда-то тоже была собственная «сказка детства», на что указывают их «хитроватая улыбка» и «благодушная усмешка». В то же время, по мнению Клейнера, автор с «едким сарказмом» описывает завуча Веру Северьяновну, которая признается, что не понимает, как можно полететь на ковре-самолёте с помощью «силы воображения». В образе завуча, по мнению критика, воплощается «всё мещанское, обывательское, бескрылое», Вера Северьяновна не способна воспринимать детскую романтику и фантазию. Писатель Ю. Бриль характеризовал повесть как лиричную: автор не «извиняется» через иронию за происходящие чудеса, а считает, что они возможны, если в них верить. 
Согласно литературоведу М. Липовецкому, автор не противопоставляет сказку и действительность, а считает её неотъемлемой частью обычного мира, «сказка детства» сливается с реальностью. Чудесный ковёр естественным образом вписывается в прозаическую реальность провинциальной жизни, где встречаются «и опасные жулики, и толстолобые опекуны, и обывательское непонимание». По мнению критика, в повести сказка без особых затруднений, «весело и лихо» побеждает «тупость, злобу и рутину» и исчезает из жизни героев по мере их взросления. Тем не менее сказка остается «бессмертной и неуничтожимой», что определяется, по мнению критика, непоколебимыми основаниями человеческой, детской души: писатель обосновал романтику сказки «философией самой жизни». По оценке Липовецкого, в повести впервые у Крапивина появляются силы, враждебные «сказке детства» — сказке, которая в свою очередь противостоит циничной и лицемерной, антисказочной реальности взрослой жизни 1970-х годов. Здесь в первый раз возникает оригинальный авторский конфликт между «сказочной вольницей и блюстителями школьной дисциплины»: хотя дворовые забавы Олега и Витальки не несут вреда традициям и правилам школьной педагогики и вообще не входят в компетенцию руководства школы, сказка детства по своей природе не сочетается со школьной бюрократией и представляет для неё потенциальную угрозу. По мнению Липовецкого, ностальгические элементы в воспоминаниях о послевоенном детстве привносят искренность, делают повесть увлекательной и трогательной. Критик отметил проблемы с сюжетом: повесть по сути составлена из отдельных новелл, которые всякий раз начинаются с «вдруг».
По мнению литературоведа Н. Богатырёвой, повесть «начинается как бы с конца», с воспоминаний взрослого. Богатырёва, отмечая автобиографичность произведения, полагала, что для повести, как и для «Тополиной рубашки», ввиду авторской ностальгии, характерна положительная атмосфера, несмотря на детали нищенского послевоенного быта. По её мнению, тема социального конфликта выражена не так явно, как в более поздних произведениях писателя. Богатырёва писала, что образ ковра-самолёта совмещает в себе фольклорные традиции и авторскую фантазию. Старый ковёр выглядит как обычный, однако образ сразу приобретает загадочность и далее сохраняет тайну своего происхождения; ребята чувствуют в ковре что-то «неведомое и волнующее», помимо запаха плесени и мышей. Ковёр «поразительно лёгкий», а не тяжёлый, как должен быть, его ворс «мягкий, шелковистый, теплый. Живой». По мнению Богатырёвой, идея управления ковром «силой мысли» связана с тем, что, согласно Крапивину, «сила человеческого духа, человеческого сознания способны творить чудеса». Образ ковра-самолёта связан с темой полёта, к которой часто обращался писатель, с жаждой романтики и приключений. Согласно мировоззрению Крапивина, дети, в отличие от взрослых, отягощённых «грузом… повседневных забот» и прагматизмом, могут летать, «вдохновенно и свободно» (Богатырёва отмечала, что по мере взросления герои повести прекращают полёты), в них ещё живо «благородное стремление к возвышенному», им доступна вера в чудо: герои предполагают, что ковёр с другой планеты, но приходят к тому, что речь о простом волшебстве. Образ Ветки исследователь считала схематичным (подобно многим другим женским характерам в прозе Крапивина) и причисляла его к группе «сестёр милосердия», которым свойственны серьёзность, молчаливость и сдержанность. Образ тёти Вали, по её мнению, относится к группе  положительных женских персонажей-взрослых, которые входят в положение мальчишек и оказывают им помощь; героиню характеризуют остроумие и доброжелательный настрой по отношению к детским шалостям. 
Литературовед В. Рогачёв и исследователь Н. Соловей считали, что повесть ближе всех остальных из цикла «Летящие сказки» к жанру повести-сказки, в которой фигурирует исполнитель желаний — ковёр-самолет. Он является «плодом детского воображения, фантазией», особым образом реализовавшейся. Произведение, по их мнению, наиболее полно раскрывает «чистоту и непредвзятость» детства: веры в чудо, в сказку, желания справедливости, представлений о чести и совести; тем детям и взрослым, которым свойственно сомнение, не сказка недоступна. По мнению исследователей, ковёр и приключения героев вторичны по отношению к главной для писателя «идее Добра», изображению «поэтической жизни» детства, с мечтаниями, дружбой и романтикой. В то же время выбор автором ковра-самолёта неслучаен: в детском восприятии полёт тесно связан с мечтой, поэтому ковёр воплощает мечту о «счастливом, хорошем будущем». Как отмечали Рогачёв и Соловей, та или иная мечта свойственна всем героям (Ветке, Саше Ветрякову и другим). Исследователи писали, что разнообразные полёты героев связаны с внезапными событиями, загадками, тайнами, как в случае с лесным домом и собакой. Рогачёв и Соловей обратили внимание на символику часов, этот повторяющийся мотив отсылает к сказочному «замкнутому кругу»: часы на церкви и домашние часы; «часиками» называются цветы, неизвестным образом показывающие время. Часы имеют отношение к сюжетной развязке: их остановка в заброшенном доме перекликается с починкой часов на колокольне, хотя эта связь не объясняется. По словам исследователей, в повести часы, с одной стороны, направляют детей к «приключениям и загадкам», а с другой стороны, указывают на расставание с детством. 
Филолог и педагог Д. Тыщук проанализировала образы Олега и Витальки с точки зрения духовного становления личности, душевных качеств, заложенных в них автором. По её оценке, Олег сначала отказывается принимать отчима Всеволода Сергеевича и его дочь Лену, хотя внешне старается этого не проявлять и демонстрирует «равнодушную вежливость». Во время критической ситуации с уходом из дома Виталька ведёт себя как «настоящий друг», «мудрый наблюдатель», «способный выслушать», не перебивая, помочь советом и действиями. Его помощь позволяет предотвратить конфликт в семье Олега. Исследователь отмечала, что Олег, который сильно волнуется из-за того, что произошло и на следующее утро «мчится» домой к маме, обладает «истинной духовностью»: ему, как и Витальке, свойственны любовь к близким, внутренние переживания, он думает о других. Тыщук рассмотрела описание того, как мама готовила Олега к походу в цирк, «тщательно отмывая» сына: благодаря дяде Севе мальчику удаётся избежать травмы из-за очередной шалости во время купания. По мнению Тыщук, в этот момент отчим становится для ребёнка близким человеком. Исследователь сделала вывод, что образ Олега изменяется, он отказывается от «эгоизма в пользу душевности», в то время как образ его друга скорее статичен. Тыщук отмечала то, как «искренне, добросердечно» герои относятся к друзьям; это отношение выражено в неравнодушии Олега, когда он думает об их увлечениях и мечтах. «Искренность дружбы», по мнению исследователя, выражается в стремлении Олега принести пользу Витальке (поскольку он помнит о том, что друг ему помог), в специфически детской потребности в интересных развлечениях. Тыщук цитировала отрывок, где Олег, решив, что другу одиноко, берёт сказку «Снежная королева», которая нравится им обоим, и навещает Витальку, чтобы почитать её вместе. Исследователь отметила «чувство ответственности» со стороны детей в отношении мамы и двоюродной бабушки: в лесу друзей беспокоит состояние взрослых, которые будут их искать и нервничать, и не заботит то, что их, возможно, накажут. Ткачук также обратила внимание на «смелость и находчивость» героев в «неравном противостоянии» с преступниками; это поведение объясняется тем, что ребята поддерживают друг друга. 
Исследователь М. Комин полагал, что интерес к старинной колокольне, которая привлекает внимание Олега и Витальки и кажется им носителем «древней тайны, загадки», представляет собой первый случай в творчестве Крапивина, когда герои сталкиваются с «отголосками православной культуры»; религия в то время находилась под запретом для школьников и пионеров. Комин считал, что это поверхностное знакомство не предполагало подлинной христианской духовности, но указывало на «прочность… духовной позиции» писателя, который отказывался от атеизма в эпоху идеологических ограничений. Положительно о повести отзывался писатель Д. Быков, который считал, что в произведении Крапивин попытался создать свой мир. Быков характеризовал «Ковёр-самолёт» как «повесть про нас», то есть советских детей 1970-х годов. Биограф писателя А. Щупов называл сказку «повестью-сном», в которой есть что-то «воздушное», фантастическое наслаждение полётом, возможность видеть мир с высоты. Как писал Щупов, общий секрет героев остаётся таковым недолго, поскольку о притягательной тайне надо рассказать другим. Биограф высоко оценил своего рода эстафету в концовке, когда у ковра появляется новый владелец, занявший место выросших героев.

## Издания

### Журнальные публикации
- Крапивин В. Ковёр-самолёт // Пионер. — М. : Правда, 1976. — № 7. — С. 14—33. — Начало. Рис. Е. Медведева, оформл. Ю. Алексеева. — 1 460 000 экз.
- Крапивин В. Ковёр-самолёт // Пионер. — М. : Правда, 1976. — № 8. — С. 14—27. — Продолжение. Рис. Е. Медведева. — 1 460 000 экз.
- Крапивин В. Ковёр-самолёт // Пионер. — М. : Правда, 1976. — № 9. — С. 14—29. — Продолжение. Рис. Е. Медведева. — 1 460 000 экз.
- Крапивин В. Ковёр-самолёт // Пионер. — М. : Правда, 1976. — № 10. — С. 12—29. — Окончание. Рис. Е. Медведева. — 1 500 000 экз.

### Книжные издания
- Крапивин В. Ковёр-самолёт // Летящие сказки. — М. : Детская литература, 1978. — С. 113—271. — (Библиотечная серия). — Илл. Е. Стерлиговой. — 100 000 экз.
- Крапивин В. Ковёр-самолёт // Летящие сказки. — Свердловск : Средне-Уральское кн. изд-во, 1982. — С. 103—249. — Илл. Е. Медведева. — 75 000 экз.
- Крапивин В. Ковёр-самолёт // Всадники со станции Роса. — Кишинёв : Лумина, 1985. — С. 137—251. — (Мир приключений). — Илл. Е. Кафтана. — 100 000 экз.
- Крапивин В. Ковёр-самолёт // Летящие сказки. — Свердловск : Средне-Уральское кн. изд-во, 1991. — С. 113—252. — Илл. Р. Атлас. — 100 000 экз. — ISBN 5-7529-0382-3.
- Крапивин В. Ковёр-самолёт // Собрание сочинений в девяти томах. Том 4-5. — Екатеринбург : Независимое издательское предприятие «91», 1992. — С. 143—276. — (Владислав Крапивин. Собрание сочинений в девяти томах). — Илл. П. Крапивина. — 80 000 экз.
- Крапивин В. Ковёр-самолёт // Возвращение клипера «Кречет». — Н. Новгород : Нижкнига, 1994. — С. 103—240. — (Владислав Крапивин). — Илл. Е. Медведева. — 50 000 экз. — ISBN 5-87645-008-1.
- Крапивин В. Ковёр-самолёт // Собрание сочинений.  Книга 4. Дети синего фламинго. — М. : Центрполиграф, 2000. — С. 129—304. — (Владислав Крапивин. Собрание сочинение в 30 томах). — Илл. Е. Медведева. — 10 000 экз. — ISBN 5-227-00535-4, 5-227-00524-9.
- Крапивин В. Ковёр-самолёт. — М. : Центрполиграф, 2002. — 208 с. — (Владислав Крапивин). — Оформл. Е. Стерлиговой, илл. Е. Медведева. — 10 000 экз. — ISBN 5-227-01802-2.
- Крапивин В. Ковёр-самолёт // Лётчик для Особых Поручений. — М. : Эксмо, 2005. — С. 167—322. — (Владислав Крапивин). — 5000 + 9000 экз. — ISBN 5-699-09506-3.
- Крапивин В. Ковёр-самолёт // Белые башни Родины. Избранное в 2 томах. Том 2. — Тюмень : Издательство Тюменского государственного университета, 2008. — С. 112—270. — (Владислав Крапивин). — Илл. Е. Стерлиговой. — 500 экз. — ISBN 978-5-88081-924-9.
- Крапивин В. Ковёр-самолёт // Летящие сказки. — М. : Издательский Дом Мещерякова, 2013. — С. 119—288. — (BiblioГид рекомендует). — Илл. Е. Стерлиговой. — 3000 экз. — ISBN 978-5-91045-573-7.
- Крапивин В. Ковёр-самолёт // Летящие сказки. — М. : Издательский Дом Мещерякова, 2014. — С. 119—285. — (БИСС. Крапивин). — Илл. Е. Стерлиговой. — 5000+3000 экз. — ISBN 978-5-91045-735-9.
- Крапивин В. Ковёр-самолёт // Летящие сказки. — М. : Издательский Дом Мещерякова, 2017. — С. 119—285. — (Избранное. Книги Крапивина Владислава Петровича). — Илл. Е. Стерлиговой. — 5000 экз. — ISBN 978-5-00108-178-4.
- Крапивин В. Ковёр-самолёт // Летящие сказки. — СПб.,М. : Азбука, Азбука-Аттикус, 2019. — С. 143—276. — (Мир фантастики). — Илл. Е. Стерлиговой и С. Григорьева. — 4000 экз. — ISBN 978-5-389-15921-1.
- Крапивин В. Ковёр-самолёт // Ковёр-самолёт. — М. : Лабиринт Пресс, 2020. — С. 133—317. — (Иллюстрированная библиотека фантастики и приключений). — Илл. Е. Медведева. — 5000 экз. — ISBN 978-5-9287-3193-9.
- Крапивин В. Ковёр-самолёт. — М. : Махаон, 2023. — 224 с. — (Классная классика). — Илл. Е. Белоусовой. — 4000 экз. — ISBN 978-5-389-20295-5.
- Крапивин В. Ковёр-самолёт // Летящие сказки. — СПб.,М. : Азбука, Азбука-Аттикус, 2023. — С. 147—286. — (Фантастика и фэнтези. Большие книги). — Илл. Е. Стерлиговой и С. Григорьева. — 3000 экз. — ISBN 978-5-389-22212-0.

### На немецком языке
- Krapiwin W. Der fliegende Teppich :  [нем.] // Fliegende Märchen. — Moskau : Raduga-Verlag, 1987. — S. 101—240. — Illustrationen von G. Kalinowski. — 36 000 экз. — ISBN 978-5-389-22212-0.